# All I Have to Do Is Dream
"All I Have to Do Is Dream" là một bài hát đại chúng do cặp vợ chồng Felice và Boudleaux Bryant sáng tác, ban nhạc The Everly Brothers hát, và phát hành năm 1958. Bài hát được xếp hạng thứ 142 trong danh sách  500 bài hát vĩ đại nhất của tạp chí Rolling Stone.

## Phiên bản của The Everly Brothers
Phiên bản nổi tiếng nhất của bài hát là của ban nhạc The Everly Brothers, được phát hành như một đĩa đơn vào tháng 4 năm 1958. Ban nhạc đã thu bài hát này chỉ trong 2 lần thu vào ngày 6 tháng 3 năm 1958, với Chet Atkins chơi guitar. Đây là đĩa đơn duy nhất đứng đầu ở tất cả các bảng xếp hạng đĩa đơn của Billboard tại cùng một thời điểm vào ngày 2 tháng 6 năm 1958. Trước tiên bài hát xếp số 1 tại bảng xếp hạng "Most played by Jockeys" và "Top 100" charts ngày19 tháng 5 và giữ vị trí đó trong 5 và 3 tuần tương ứng, đến tháng 8 cùng năm, với sự giới thiệu bảng xếp hạng Billboard Hot 100, bài hát kết thúc năm 1958 với vị trí số 2. "All I Have to Do Is Dream" cũng là bài hát đứng đầu bảng xếp hạng R&B và là đĩa đơn thứ ba của ban nhạc đứng đầu bảng xếp hạng của Mỹ. The Everly Brothers cũng đã quay lại Hot 100 trong năm 1961 với bài này 1 lần nữa. Bài hát có mặt trong UK Singles Chart ngày 23 tháng 5 năm 1958, đứng đầu bảng xếp hạng ngày 11tháng 7 và giữ vị trí này trong suốt 6 tuần. Bài hát có mặt trong bảng xếp hạng trong 21 tuần lễ.